# Uladzimir Njakljajev
Uladzimir Ňakljajev (bělorusky Уладзімір Някляеў, rusky Владимир Некляев, Vladimir Někljajev; * 11. července 1946 Smarhoň) je běloruský básník a spisovatel, který se také angažuje v politice a byl kandidátem v běloruských prezidentských volbách v roce 2010.